# 海外領土警察獎章
海外領土警察獎章（英語：Overseas Territories Police Medal，縮寫OTPM），2012年4月前稱為殖民地警察獎章（英語：Colonial Police Medal，縮寫CPM），是一款適用於英國海外領土（前身為皇家殖民地和英國屬土）的獎章，專門授予當地表現英勇或傑出的警務人員。首面殖民地警察獎章於1938年頒發，在這些地區工作的警務人員也可以被授予更高等級的英皇警察獎章。
殖民地警察獎章下分兩款，最常見的一款名為殖民地警察勞績獎章（英語：Colonial Police Medal for Meritorious Service）；另一款為殖民地警察英勇獎章（英語：Colonial Police Medal for Gallantry），可以作為身後追贈。不過，英勇獎章自1974年起不再頒發，另一款英皇英勇獎章在1977年起作身後追贈後，實際上取代了舊有的英勇獎章。最後兩面殖民地警察英勇獎章，是由英女皇伊利沙伯二世在1975年訪問香港時，親身向探員劉標和警員陳錦明頒授的。